# Джордж Стенлі
Джордж Стенлі (англ. George Stanley; 26 квітня 1903, Айота — 11 травня 1970) — американський скульптор. Він всесвітньо відомий тим, що розробив статуетку кінопремії «Оскар» та статую Музи для концертного залу Голівудська Чаша.

## Скульпторська діяльність

Статуетка кінопремії Оскар

Статуетка «Оскар» була виготовлена за ескізом художнього директора MGM Седріка Гіббонса у 1927 році. Відтоді понад 2300 статуетки були вручені найкращими світовими акторами кіно та телебачення, письменниками, режисерами, продюсерами та техніками.
Стенлі зліпив статую сера Ісаака Ньютона, розташовану в обсерваторії Гриффіта, завершену в 1934 році. Ця статуя була частиною більшого твору, відомого як Пам'ятник астронома. Ця робота була громадським проектом, який фінансувався PWAP. 
Також Стенлі створив статую Музи, танцю, драми, розташовану в Голлівудській Чаші, яка слугує воротами до Голлівуду. Створена в 1940 році ця фонтанна скульптура в стилі Streamline Moderne вирізана з граніту і стоїть у двадцять два фути у висоту та двісті футів у ширину. Вона служить підпірною стіною для амфітеатру.